# Chersotis montedoronis
Chersotis montedoronis là một loài bướm đêm trong họ Noctuidae.